# Коннор, Сара (певица)

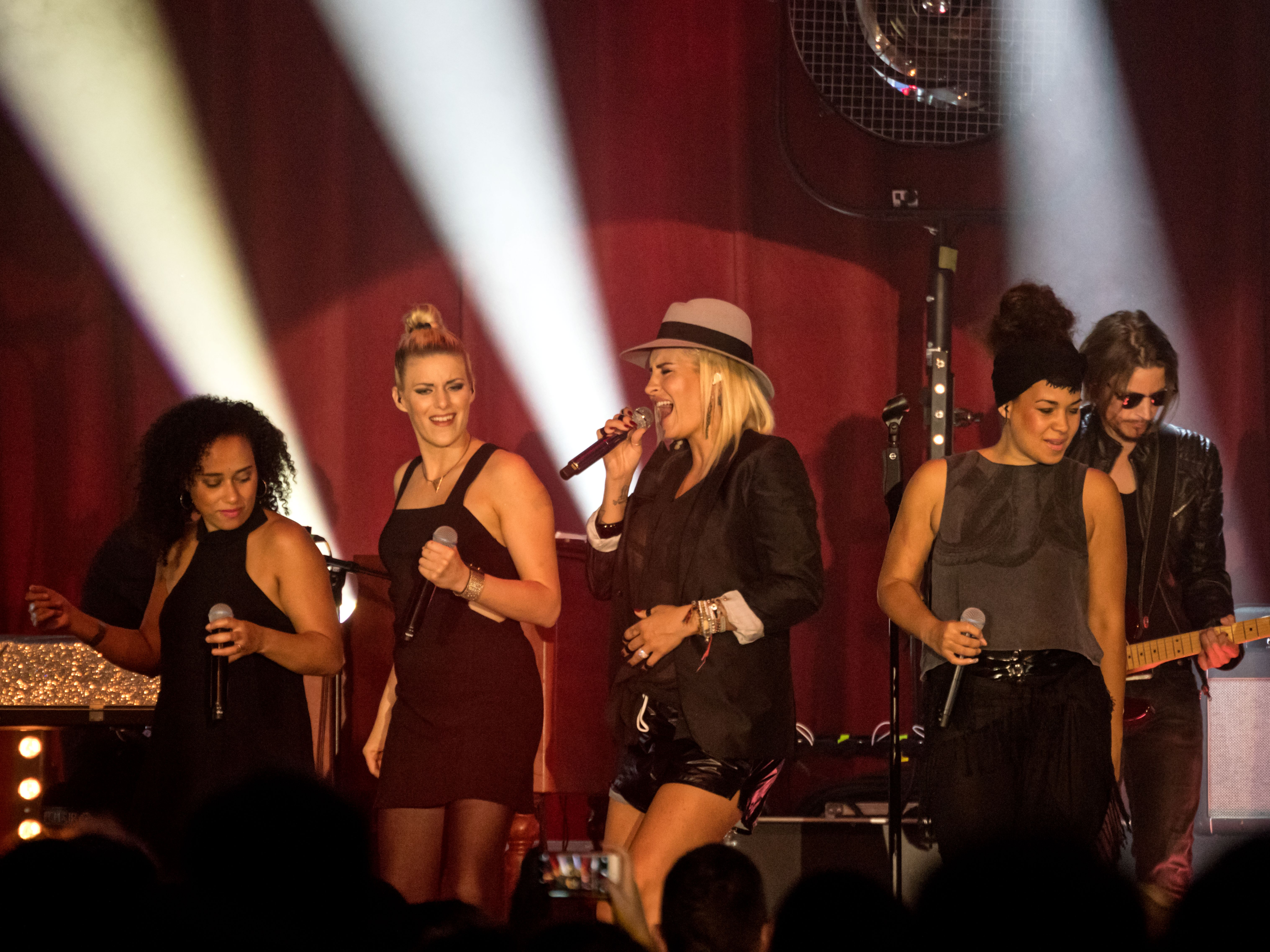
Zelt Musik Festival 2016 Фрайбург, Германия

Са́ра Ко́ннор (англ. Sarah Connor; 13 июня 1980, Дельменхорст, Нижняя Саксония, ФРГ) — немецкая певица и автор песен. Сара Коннор — сценический псевдоним певицы, настоящее её имя — нем. Sarah Lewe. Выступала также под псевдонимом Сара Грей (Грей — девичья фамилия её матери).
Она дебютировала в 2001 в дуэте с музыкантами Робом Тайгером (Rob Tyger) и Кеем Денаром (Kay Denar) и стала первой, кто когда-либо последовательно возглавлял четыре позиции в верхушке German Media Control singles chart. Последующий успех сингла «From Sarah with Love» в континентальной Европе и продажи 15 миллионов копий по всему миру утвердили её, как одну из самых успешных немецких поп-исполнительниц начала 2000-х.
Личная жизнь Коннор привлекла внимание прессы в 2005 году, когда она и американский поп-рокер Марк Теренци вступили в брак, в результате которого на свет появились двое малышей, Тайлер (2004) и Саммер (2006). В 2008 году пара развелась.

## Биография

### Начало карьеры
Сара Коннор родилась в семье бизнесмена, занимавшегося рекламой, и бывшей модели. Помимо Сары в семье ещё пятеро детей: у неё четыре сестры и брат.
Коннор росла, слушая музыку в стиле соул, которой увлекался её дед по отцовской линии, родившийся в Новом Орлеане, колыбели джаза. Первым опытом Сары в области музыки было участие в церковном хоре. В подростковом возрасте она была принята в музыкальную школу, где была единственной слушательницей, не обучающейся игре на каком-либо музыкальном инструменте, а изучающей лишь вокал. Сара ходила на занятия раз в неделю и, чтобы оплатить их, работала официанткой в гостинице.
В 1997 году Сара была отобрана для участия в концертном туре Майкла Джексона по Германии. В составе детского хора она исполняла припев к композиции «Heal the World» во время концерта в Бремене. По окончании концерта она встретилась лично с Джексоном. Впоследствии она подписала контракт со своим первым менеджером, в результате чего получила псевдоним Сара Грей и записала несколько песен, в том числе кавер-версии известных хитов прошлых лет. Первой её песней, попавшей в хит-парады, был танцевальный ремикс Михаэля Ван Линдена на композицию 1982 года. Это случилось в 1999 году. Вскоре после этого она поменяла менеджера и сменила псевдоним на тот, под которым известна сейчас.

## Рост и становление

### 2001—2003
Перемещаясь между Гамбургом, Ганновером и Берлином, Коннор привлекла к работе над дебютным альбом разных продюсеров, таких как Bülent Aris, Toni Cottura, Дайан Уоррен и вышеупоминавшийся дуэт Роба Тайгера и Кея Данера. Дебютный альбом «Green Eyed Soul», выпущенный 26 ноября 2001 и на котором Сара является соавтором четырёх песен, содержал два первых сингла певицы: «Let’s Get Back to Bed — Boy!», записанный совместно с рэпером TQ, и «French Kissing», основанный на семпле из песни группы BLACKstreet «No Diggity» и содержащий вокальную гармонию из композиции автора-исполнителя Сюзанны Веги «Tom’s Diner». И все же именно «From Sarah with Love», третий сингл из альбома, поднялся на верхушки чартов Германии, Польши, Португалии и Швейцарии и прославил её на всю Европу. Песня собрала несколько музыкальных наград. Отзывы критиков были в общем положительны, в частности отмечались вокальные способности Коннор.
Спустя всего десять месяцев в Европе был выпущен второй альбом Unbelievable (2002). Виклеф Жан написал и спродюсировал песню One Nite Stand (of Wolves and Sheep), которая снова попала в пятерку топовых песен. Unbelievable достиг золотого статуса в Германии моментально, в течение 48 часов, и стал толчком к выпуску ещё трех синглов, включая сочиненную Дайан Уоррен «Skin on Skin», «He’s Unbelievable» и «Bounce» (был выпущен в трех разных вариантах и странах, включая США).
В октябре 2003 года Коннор выпустила DVD с живым выступлением под названием Sarah Connor Live — A Night to Remember: Pop Meets Classic, записанный 24 января в Alten Kasselhaus в Дюссельдорфе и содержащий исполнение песен с классическим оркестром, поддерживающим её. В ноябре того же года, несмотря на свою первую беременность, Сара выпускает третий альбом Key to My Soul. Первый сингл из альбома, «Music Is the Key», записанный совместно с нью-йоркской а капелла группой Naturally 7, становится её вторым хитом номер один в Германии. «Just One Last Dance», второй и последний сингл из альбома, был перезаписан и включал новые вокалы с группой Марка Теренци Natural. Дуэт снова достиг вершин хит-парадов в Австрии, Германии и Швейцарии, а также был в топе 20 в составе World Top 40.

### 2004—2006
В альбоме Sarah Connor популярен стал первый сингл «Bounce». Релиз был выпущен во многих странах, включая Японию, Австралию, Новую Зеландию, Канаду и Соединённые Штаты. В Германии у сингла было 14 место в чартах. В Англии и Ирландии он также занимал 14 место, зато в Австралии был удостоен золота. В Америке песня заняла только 54 место в Billboard Hot 100. Сам альбом был на 106 позиции и продажи в США достигли 100,000 копий.
После этого успеха она принялась за работу над альбомом «Naughty but nice.» И он стал первым в чартах Германии и получил статус платинового. После короткой паузы, последовавшей за рождением сына Тайлера, Коннор вернулась с "Living to Love You, " который снова достиг первых позиций в Германии и Швейцарии. В марте 2006 она записала саундтрек «From Zero to Hero;» к фильму с компьютерной анимацией «Роботы». Песня стала в пятый раз топовой в Германии и четвёртым хитом номер 1 подряд. Следующим летом Сара с мужем Марком Теренци участвовали в собственном реалити-шоу Sarah and Marc in Love на канале ProSieben. Оно закончилось тем, что в июле Сара и Марк заново отыграли свадьбу в Испании. 25 ноября 2005 был выпущен DVD со всеми эпизодами шоу.
В декабре 2005 одновременно с туром в поддержку нового альбома «Naughy but nice» Коннор выпустила рождественский альбом Christmas in My Heart.
Naughty but Nice был очень успешным и стал платиновым в Германии и Швейцарии и золотым в Австрии. Было продано более 300,000 копий. В декабре 2005 одновременно с туром в поддержку нового альбома «Naughy but nice» Коннор выпустила рождественский альбом Christmas in My Heart. История повторяется — одноимённый сингл занимает 4 место в немецких музыкальных чартах, в то же время альбом входит в Top 10 лучших альбомов. Альбом получает платиновый статус, заняв в чартах Германии, Австрии и Швейцарии в общей сложности 6 место. После запланированный на декабрь 2005 тур был заморожен в связи с новой беременностью Сары.

### 2007—2011
Переиздание альбома «Сhristmas In My Heart» было выпущено в следующем году, и включало в себя новый сингл, «The Best Side of Life».
Вернувшись после очередного перерыва, Коннор выпустила шестой студийный альбом, который получил название «Soulicious», в марте 2007. Основу альбома составили композиции 1960-х и 70-х годов, кавер-версии песен артистов Motown (помимо этого, в «Soulicious» также были включены две оригинальные песни). Запись всего альбома состоялась в бывшем главном здании Berliner Rundfunk, где Коннор записывалась с симфоническим оркестром из 48 музыкантов. После выпуска альбом достиг «десятки» в Австрии, Германии и Швейцарии, где получил золотой статус.
Погрузившись в новые музыкальные влияния, Сара принялась за работу над новым альбомом, пригласив к работе над ним Remee, Thomas Troelsen и J.R. Rotem. Также в поддержку нового альбома было перезапущено шоу «Sarah and Marc: Still Crazy in Love». Началась трансляция шоу 3 июля 2008 года, после начались рекламные мероприятия для нового альбома, который назвали «Sexy As Hell». Первый сингл, «Under My Skin», написанный совместно с Troelsen, был выпущен 1 августа 2008 года, а альбом — 22 августа 2008 года. Впоследствии песня была номинирована на ECHO.
Вторым синглом стала баллада «I'll Kiss It Away», посвященная больной дочери Сары - Саммер.

## Личная жизнь
В июле 2002 года Коннор познакомилась с Марком Терензи, солистом американской бойз-группы Natural, на фестивале Bravo Happy Holidays в Русте, Германия. Пара начала встречаться, а в июне 2003 года было объявлено, что они помолвлены и ожидают своего первенца, Тайлера Марка Терензи, который родился 2 февраля 2004 года в Орландо, штат Флорида. Пара поженилась в том же месяце. Они подтвердили свои клятвы на свадебной церемонии в Испании в августе 2005 года. 23 июня 2006 года Коннор родила дочь по имени Саммер Антония Сорайя. В ноябре 2008 года Коннор объявила о своем расставании с Терензи.
В апреле 2010 года она объявила, что у нее отношения с её менеджером, Флорианом Фишером, вокалистом поп-группы The Boyz. В феврале 2011 года они подтвердили, что ждут ребенка. У них есть дочь Дельфина Малу и сын Джекс Льюин.

## Дискография

### Альбомы
- 2001: Green Eyed Soul
- 2002: Unbelievable
- 2003: Key to My Soul
- 2005: Naughty but Nice
- 2005: Christmas In My Heart
- 2007: Soulicious
- 2008: Sexy as Hell
- 2010: Real Love
- 2015: Muttersprache
- 2019: Herz Kraft Werke
- 2022: Not So Silent Night